# نويل بيكر
نويل بيكر (بالإنجليزية: Noel Baker)‏ هو لاعب كرة قدم أسترالية أسترالي، ولد في 22 ديسمبر 1933، وتوفي في 20 نوفمبر 2011.

## وصلات خارجية
- نويل بيكر على موقع AustralianFootball.com (الإنجليزية)
- نويل بيكر على موقع AFLtables.com (الإنجليزية)